# Javier Báez (futbolista nacido en 1990)
Cristian Javier Báez (San Lorenzo, Paraguay, 9 de abril de 1990) es un futbolista paraguayo que debutó en el club Independiente. Juega como defensa central y su equipo actual es Junior de Barranquilla de la Primera División de Colombia.

## Trayectoria
Javier Báez llegó a Independiente en el año 2000 procedente de las inferiores del Club Cerro Porteño. Diez años después le tocó el tan ansiado debut en Primera División, en el primer partido del interinato de Ricardo Pavoni y Francisco Sá en un 1-0 ante Gimnasia y Esgrima de La Plata. Su buena actuación hizo que fuera inscrito para disputar la Copa Sudamericana 2010.
Con la llegada de Antonio Mohamed, Báez continuó en la titularidad y en apenas su cuarto partido marcó su primer gol, el único de la victoria de Independiente en el clásico ante Racing. convirtiéndose en el héroe de la tarde. En Independiente compartió la defensa con Eduardo Tuzzio y Gabriel Milito. Tuvo como compañero a su compatriota Samuel Cáceres.
En el 2012 llegó a Instituto Atlético Central Córdoba a préstamo por un año, club en el que disputó esa temporada, personalmente le fue bien dado que jugó 25 partidos. En su regreso a Independiente fue dado a préstamo a Defensa y Justicia. Tras un buen año en Defensa y Justicia, logrando el tan deseado ascenso, quedando segundos en el torneo y retornando a la máxima categoría, vuelve a Independiente. 
Luego de no tener un puesto asegurado en Independiente, decide probar suerte en Chile, en Deportes Iquique, un año a préstamo, con una opción de compra del 50% de su pase en U$$ 500.000.
Jugó todo el 2016 por la Universidad San Martín, jugó 24 partidos con el conjunto santo siendo uno de los candados del equipo.
Tras su paso por Perú jugó 6 meses por Dorados de Sinaloa. El 13 de agosto de 2017 se confirma su fichaje al Godoy Cruz, donde compartirá la defensa con su compatriota Diego Viera.
En el 2019 volvió a su país para vestir los colores del Club Guaraní.
Luego de una gran actuación y de ser tenido en cuenta por otros clubes grandes de Paraguay, en el 2021 lo contrata el club Libertad, el tercer grande del fútbol paraguayo. 
Queda pendiente su convocatoria a la Selección de fútbol de Paraguay, a pesar de que se ha hablado constantemente de su inclusión para la Copa América 2021, al final no se dio.

## Estadísticas

### Clubes
| Independiente Argentina | 1.ª                 | 2010                | __  | __ | __ | __ | 1  | 0  | 1   | 0  |
| Independiente Argentina | 1.ª                 | 2010-11             | 9   | 1  | __ | __ | 2  | 0  | 11  | 1  |
| Independiente Argentina | 1.ª                 | 2011-12             | 1   | 0  | 2  | 0  | __ | __ | 3   | 0  |
| Independiente Argentina | 1.ª                 | 2023                | 23  | 0  | 16 | 1  | __ | __ | 39  | 1  |
| Independiente Argentina | Total club          | Total club          | 33  | 1  | 18 | 1  | 3  | 0  | 54  | 2  |
| Instituto Argentina | 2.ª                 | 2012-13             | 5   | 0  | 1  | 0  | __ | __ | 6   | 0  |
| Instituto Argentina | Total club          | Total club          | 5   | 0  | 1  | 0  | __ | __ | 6   | 0  |
| Defensa y Justicia Argentina | 2.ª                 | 2013-14             | 3   | 0  | __ | __ | __ | __ | 3   | 0  |
| Defensa y Justicia Argentina | Total club          | Total club          | 3   | 0  | __ | __ | __ | __ | 3   | 0  |
| Deportes Iquique · Chile | 1.ª                 | 2014                | 9   | 0  | __ | __ | 2  | 0  | 11  | 0  |
| Deportes Iquique · Chile | 1.ª                 | 2015                | 10  | 0  | __ | __ | __ | __ | 10  | 0  |
| Deportes Iquique · Chile | Total club          | Total club          | 19  | 0  | __ | __ | 2  | 0  | 21  | 0  |
| Univ. San Martín · Perú | 1.ª                 | 2016                | 24  | 0  | __ | __ | __ | __ | 24  | 0  |
| Univ. San Martín · Perú | Total club          | Total club          | 24  | 0  | __ | __ | __ | __ | 24  | 0  |
| Dorados de Sinaloa · México | 2.ª                 | 2017                | 17  | 0  | 1  | 0  | __ | __ | 18  | 0  |
| Dorados de Sinaloa · México | 2.ª                 | 2018-19             | 36  | 5  | 4  | 0  | __ | __ | 40  | 5  |
| Dorados de Sinaloa · México | Total club          | Total club          | 53  | 5  | 5  | 0  | __ | __ | 58  | 5  |
| Godoy Cruz Argentina | 1.ª                 | 2017-18             | 14  | 0  | 2  | 0  | __ | __ | 16  | 0  |
| Godoy Cruz Argentina | Total club          | Total club          | 14  | 0  | 2  | 0  | __ | __ | 16  | 0  |
| Guaraní Paraguay | 1.ª                 | 2019                | 20  | 1  | __ | __ | __ | __ | 20  | 1  |
| Guaraní Paraguay | 1.ª                 | 2020                | 30  | 5  | __ | __ | 13 | 2  | 43  | 7  |
| Guaraní Paraguay | Total club          | Total club          | 50  | 6  | __ | __ | 13 | 2  | 63  | 8  |
| Libertad Paraguay | 1.ª                 | 2021                | 25  | 4  | __ | __ | 7  | 2  | 32  | 6  |
| Libertad Paraguay | Total club          | Total club          | 25  | 4  | __ | __ | 7  | 2  | 32  | 6  |
| Rosario Central Argentina | 1.ª                 | 2022                | 22  | 1  | 8  | 1  | __ | __ | 30  | 2  |
| Rosario Central Argentina | Total club          | Total club          | 22  | 1  | 8  | 1  | __ | __ | 30  | 2  |
| Cerro Porteño Paraguay | 1.ª                 | 2024                | 37  | 2  | 1  | 0  | 7  | 0  | 45  | 2  |
| Cerro Porteño Paraguay | Total club          | Total club          | 37  | 2  | 1  | 0  | 7  | 0  | 45  | 2  |
| Junior · Colombia | 1.ª                 | 2025                | 26  | 1  | 1  | 0  | 1  | 0  | 28  | 1  |
| Junior · Colombia | Total club          | Total club          | 26  | 1  | 1  | 0  | 1  | 0  | 28  | 1  |
| Total en su carrera | Total en su carrera | Total en su carrera | 311 | 20 | 36 | 2  | 33 | 4  | 380 | 26 |
| (1) Las copas nacionales se refiere a la Copa Argentina y a la Copa MX. (2) Las copas internacionales se refiere a la Copa Libertadores y a la Copa Sudamericana. (3) No incluye goles en partidos amistosos. |                     |                     |     |    |    |    |    |    |     |    |

## Palmarés

### Como jugador y técnico
| Título            | Club          | País      | Año  |
| ----------------- | ------------- | --------- | ---- |
| Copa Sudamericana | Independiente | Argentina | 2010 |
| Torneo Apertura   | Libertad      | Paraguay  | 2021 |